# Souad Cherouati
Souad Nafissa Cherouati, née le 10 février 1989, est une nageuse algérienne.

## Carrière
Aux Championnats d'Afrique de natation 2006, elle est médaillée d'argent du 400 mètres quatre nages et du relais 4 × 200 m nage libre et médaillée de bronze du relais 4 × 100 m nage libre. Elle obtient la médaille de bronze du 4 × 200 m nage libre aux Championnats d'Afrique de natation 2012 à Nairobi.
Elle est médaillée d'argent du 400 mètres quatre nages et médaillée de bronze du 1 500 mètres nage libre, du relais 4 × 200 m nage libre et du relais mixte 4 × 100 m nage libre aux Jeux africains de 2015.
Aux Championnats arabes de natation 2016, elle obtient quatre médailles d'or (sur 400, 800, 1 500 et 4 × 200 mètres nage libre), une médaille d'argent avec le relais 4 × 100 m nage libre et une médaille de bronze sur 400 mètres quatre nages.
Aux Championnats d'Afrique de natation 2016, elle remporte deux médailles d'or (sur 800 et 4 × 100 mètres nage libre), médailles d'argent (sur 400, 1 500 et 4 x 200 mètres nage libre ainsi que sur le 5 km en nage en eau libre) et médaille de bronze (sur 200 mètres nage libre, sur 4 x 100 m quatre nages et sur 4 x 100 m nage libre mixte).
En 2018, elle remporte aux Championnats d'Afrique la médaille d'or sur 5 km en eau libre, la médaille d'argent sur 800 mètres nage libre et la médaille de bronze sur 400 mètres nage libre.